# Crataegus tanacetifolia
Crataegus tanacetifolia là loài thực vật có hoa trong họ Hoa hồng. Loài này được (Lam.) Pers. mô tả khoa học đầu tiên năm 1807.

## Hình ảnh

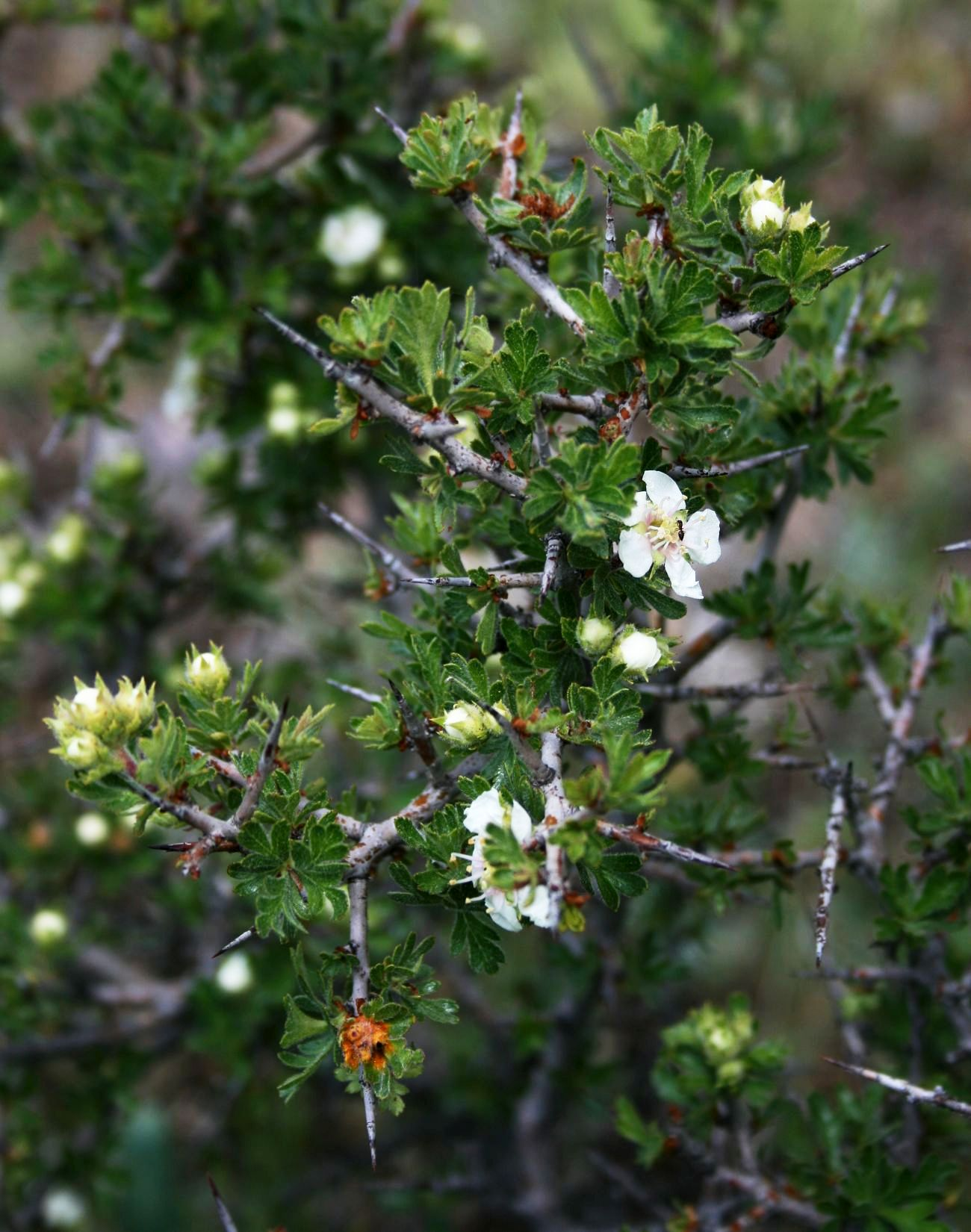